# دوغ فلوتي
دوغلاس ريتشارد فلوتي (ولد في 23 أكتوبر 1962) هو لاعب كرة قدم أمريكية محترف سابق،كان يلعب في مركز مسدد الهجوم ، وامتدت مسيرته الاحترافية لأحد وعشرين موسما في الدوري الوطني لكرة القدم الأمريكية ، وثمانية مواسم في الدوري الكندي لكرة القدم ، وموسما واحدا في دوري كرة القدم الأمريكي . و قد لعب فلوتي كرة القدم الجامعية لفريق بوسطن كوليدج إيجلز ، وفاز بجائزة هايزمان سنة 1984 خلال موسم استثنائي شهد لحظة شهيرة ألقى فيها تمريرة الهبوط الحاسمة و التي أدّت إلى فوز فريقه في الثواني الأخيرة من المباراة ضد فريق ميامي هوريكانز.
اختار فلوتي أن يبدأ مسيرته الاحترافية مع فريق نيوجيرسي جنرالز التابع لرابطة كرة القدم الأمريكية؛ وبسبب عدم مشاركته مع فرق الدوري الوطني لكرة القدم الأمريكية في ذلك الوقت، تم اختياره في المركز 285 من قبل فريق لوس أنجلوس رامز في الجولة الحادية عشرة من مسودة الرابطة الوطنية لكرة القدم الأمريكية لعام 1985، وهو أدنى ترتيب يُمنح لفائز بجائزة هايزمان. و بعد انهيار رابطة الولايات المتحدة لكرة القدم، قضى فلوتي مواسمه الأربعة الأولى في الدوري الوطني لكرة القدم الأميركية مع فريق شيكاغو بيرز ثم فريق نيو إنجلاند باتريوتس .
غادر فلوتي الدوري الوطني لكرة القدم سنة  1990متوجهاً إلى الدوري الكندي لكرة القدم ، حيث ارتقى ليصبح أحد أعظم لاعبي هذا الدوري على الإطلاق. خلال مسيرته البارزة مع فرق بي سي ليونز و كلغري ستامبيدرز و تورونتو أرغونتس، حصل على جائزة أفضل لاعب في الدوري الكندي لكرة القدم ست مرات وهو رقم قياسي، كما توج ببطولة كأس غراي ثلاث مرات ،ونال لقب أفضل لاعب في مباراة البطولة في جميع مشاركاته الثلاثة الناجحة: اثنان مع فريق أرغونتس وواحد مع فريق ستامبيدرز، كما حصل على لقب أفضل لاعب في بطولة كأس غراي .
عقب نجاحه الباهر  في الدوري الكندي لكرة القدم ، عاد فلوتي إلى الدوري الوطني لكرة القدم الأمريكية عام 1998 مع فريق بافالوبيلز، حيث نال تكريما باختياره للمشاركة في مباراة كل النجوم: برو بول كما حصل على جائزة أفضل لاعب عائد في الدوري الوطني لكرة القدم الأمريكية بعد قيادته الفريق للتأهل إلى التصفيات النهائية. ساهم مجددا في تأهل الفريق إلى الأدوار النهائية في الموسم التالي، لكنه أُقصي من التشكيلة الأساسية بشكل مثير للجدل في مباراة بطاقة الوايلد كارد التي خسرها الفريق؛ ليكون بذلك آخر مسدد هجوم يقود بيلز إلى التصفيات على مدى السنوات السبع عشرة التالية. و لعب فلوتي لقاءه الأخير كلاعب أساسي مع فريق سان دييغو تشارجرز في عام 2001، وقضى موسمه الأخير كلاعب احتياطي مع فريق الباتريوتس. و تُوّجت مسيرته بإدخاله إلى قاعة مشاهير كرة القدم الجامعية في عام 2007، وقاعة مشاهير كرة القدم الكندية في عام 2008. كما حصل على شرف غير مسبوق بدخوله قاعة مشاهير الرياضة في كندا في عام 2007، ليصبح أول غير كندي ينال هذا التكريم المرموق.

## النشأة المبكرة
وُلد دوغ فلوتي في مانشستر، ماريلاند، لأبوين هما ديك وجوان فلوتي. وينحدر من أصول لبنانية من جهة والده . وعندما بلغ السادسة من عمره، انتقلت عائلته للعيش في ملبورن بيتش، فلوريدا، حيث كان يعمل والده مهندس جودة في صناعة الطيران. خلال فترة إقامتهم هناك، برز فلوتي الصغير نجما واعدا حيث قاد فريق مدرسة هوفر الإعدادية لكرة القدم الأمريكية إلى الفوز ببطولتين لمقاطعة بريفارد.
بعد التباطؤ الحاد الذي شهده برنامج الفضاء في منتصف سبعينيات القرن العشرين، انتقلت عائلة فلوتي مرة أخرى سنة 1976 إلى ناتيك، بولاية ماساتشوستس، على بعد 20 ميلا غرب بوسطن . و تخرج فلوتي من مدرسة ناتيك الثانوية ، حيث برز باعتباره أفضل اللاعبين على مستوى الدوري المحلي في ثلاث رياضات: كرة القدم الأمريكية، وكرة السلة، والبيسبول.

## المسيرة الجامعية
لعب دوغ فلوتي كرة القدم في كلية بوسطن، التي كانت المؤسسة الوحيدة في القسم الأول من الدوري الأمريكي للمحترفين التي قدمت له عرضا رياضيا، خلال الفترة من1981 إلى 1984، وقد توج مسيرته الجامعية بإنجازات استثنائية في عامه الأخير (1984)، حيث حصل على ثلاث جوائز مرموقة جائزة هايزمان، وجائزة ماكسويل، وجائزة ديفي أوبراين. بذلك أصبح فلوتي أول لاعب في مركز مسدد الهجوم (كوارترباك) يفوز بجائزة هايزمان منذ بات سوليفان سنة 1971. غادر فلوتي الجامعة وهو يحمل الرقم القياسي في الياردات المرسلة في تاريخ الرابطة الوطنية لرياضة الجامعات بإجمالي 10579 ياردة، كما تم اختياره ضمن فريق كل أمريكا بالإجماع في عامه الأخير. وقد نال لقب أفضل لاعب في العام من عدة جهات مرموقة، بما في ذلك وكالة يونايتد برس إنترناشيونال يونايتد برس إنترناشيونال، وشركة كوداك، ومجلة سبورتنج نيوز، ونادي ماكسويل لكرة القدم. من الجدير بالذكر أن مدرب مسددي الهجوم لفريق بوسطن كوليدج خلال الفترة من 1981 إلى 1983 كان هو توم كوفلين، الذي كان له أكبر الأثر في صقل موهبة فلوتي وتطوير مهاراته.
نال دوغ فلوتي اهتماما وطنيا واسعًا في عام 1984 عندما قاد فريق نسور كلية بوسطن( الإيغلز) إلى الفوز على منافسه اللدود فريق ميامي هوريكانز في مباراة شهدت أهدافا بالجملة، و كانت ضد فريق ميامي هوريكانز (الذي كان يقوده آنذاك صانع الألعاب بيرني كوسار ). وبُثت المباراة تلفزيونياً على المستوى الوطني عبر شبكة سي بي إس في اليوم التالي لعيد الشكر، لذلك حظيت بمتابعة جمهور هائل. وجد فلوتي نفسه أمام تحد كبير عندما تقدم ميامي 45 -41، وفي الدقيقة الأخيرة من المباراة، استحوذ فريق بوسطن كوليج على الكرة في خط الـ22 ياردة الخاص به مع بقاء 28 ثانية. و بعد تمريرتين حركتا الكرة 30 ياردة إضافية، لم يتبق سوى 6 ثوانٍ. في اللعبة الأخيرة من المباراة، تملص فلوتي من الدفاع ورمى تمريرة "هايل ماري " التي التقطها في منطقة النهاية زميله جيرارد فيلان، محققا لبوسطن كوليج فوزاً بنتيجة 47-45 ، وفاز فلوتي بجائزة هايزمان بعد أسبوع،رغم أن التصويت كان قد انتهى قبل المباراة ؛ وقال فلوتي، مع ذلك: " بدون تلك الرمية، كنت سأصبح مجرد ذكرى باهتة ".

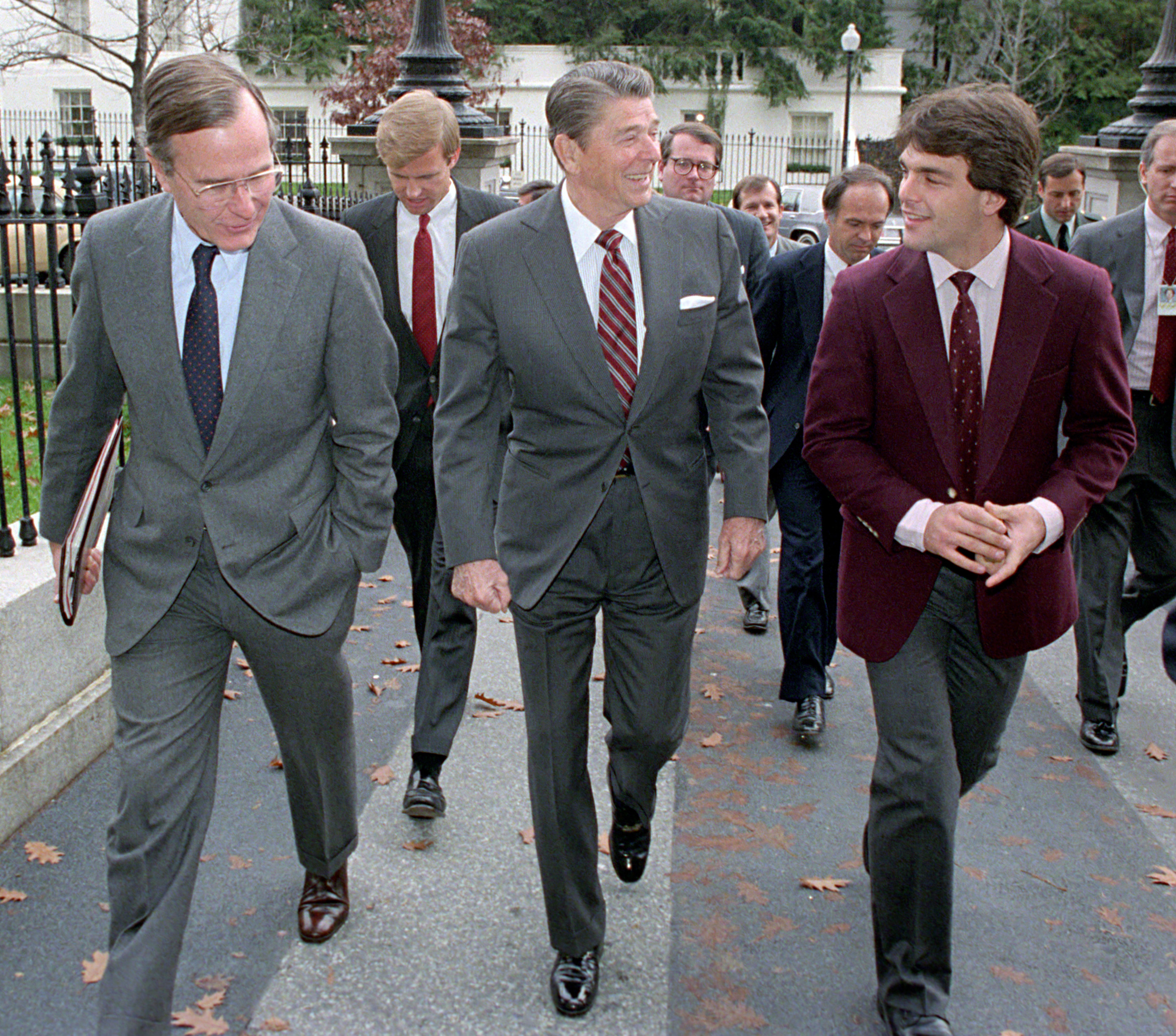
دوغ فلوتي يسير مع جورج بوش الأب (على اليسار) ورونالد ريغان بعد الفوز بجائزة هايزمان

أدى الارتفاع اللاحق في طلبات القبول في جامعة بوسطن بعد "تمريرة هيل ماري" الشهيرة التي نفذها دوغ  فلوتي إلى ظهور ظاهرة القبول المعروفة باسم " تأثير فلوتي ". وتقوم هذه الفكرة بشكل أساسي على أن الفريق الرياضي الفائز يمكن أن يزيد من القيمة التعريفية للجامعة بما يكفي لجعلها أكثر جاذبية للمتقدمين المحتملين.
حافظ فلوتي على سجل أكاديمي متميز في كلية بوسطن  بالإضافة إلى إنجازاته الرياضية الجامعية، ، حيث تخصص في الاتصالات وعلوم الحاسوب. كان فلوتي مرشحا لمنحة رودس، وقد تم اختياره كمتأهل للتصفيات النهائية لها في عام 1984 ، وبعد تخرّجه، حصل فلوتي على منحة الدراسات العليا من مؤسسة كرة القدم الوطنية لما بعد التخرج تقديرا لتفوقه الأكاديمي والرياضي معا.
كرمت جامعة بوسطن كوليج فلوتي بنصب تمثال له وهو يرمي تمريرة "هيل ماري" الشهيرة خارج ملعب الخريجين في نوفمبر 2008، و تم حجب قميصه رقم 22 تكريما له من قِبَل برنامج كرة القدم بجامعة بوسطن كوليج.

## المسيرة المهنية

### نيوجيرسي جنرالز

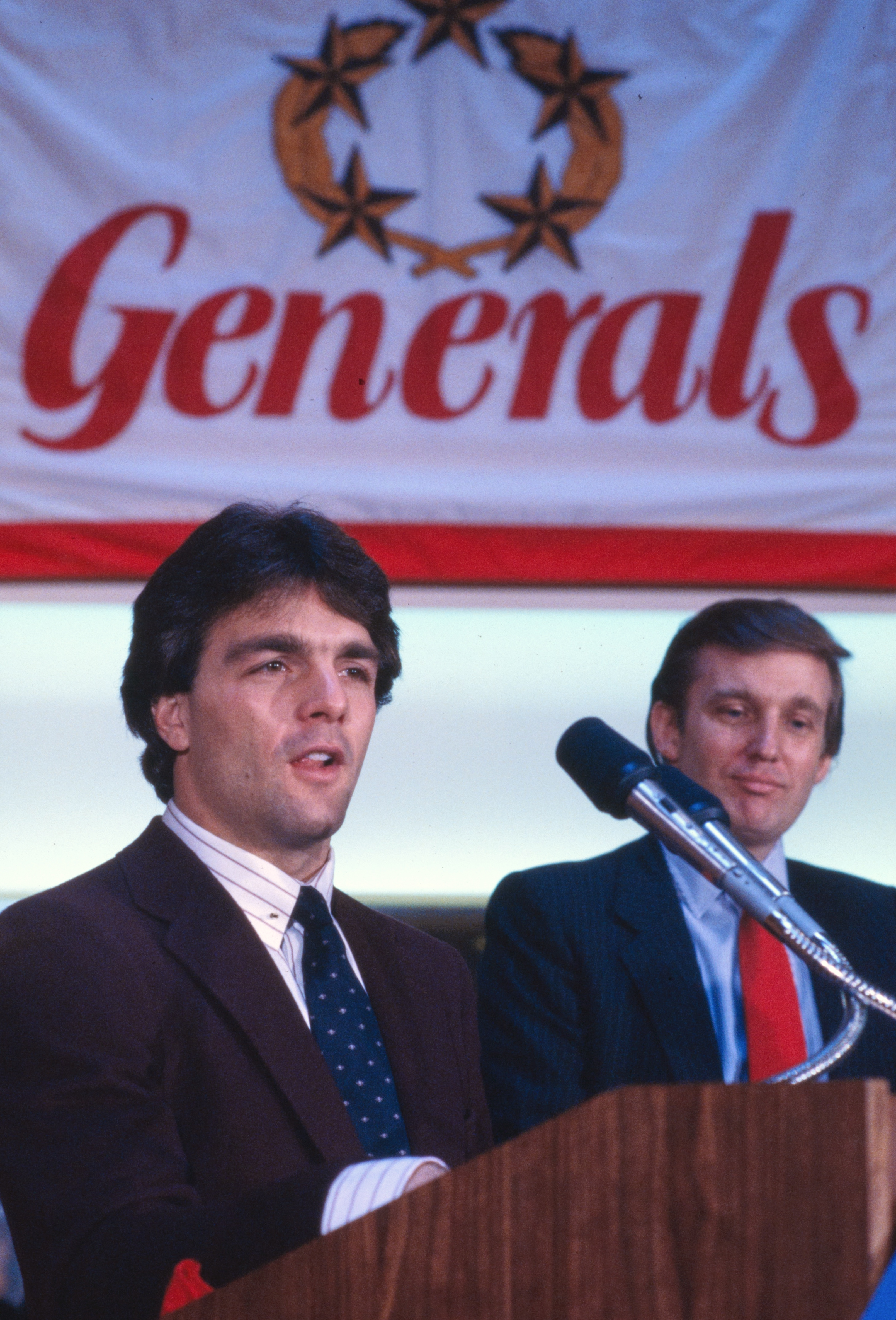
دوغ فلوتي ودونالد ترامب في المؤتمر الصحفي لفريق نيوجيرسي جنرالز لكرة القدم في فبراير 1985

|                   | المحاولات  | الإكمالات   | الياردات     | التمريرات حاسمة |
| ----------------- | ---------- | ----------- | ------------ | --------------- |
| بوسطن كوليدج      | 730 (1991) | 466 (1991)  | 6,619 (1991) | 38 (1991)       |
| كالجاري ستامبيدرز | 703 (1993) | 416 (1993)  | 6,092 (1993) | 48 (1994)       |
| تورونتو أرغونوتس  | 677 (1996) | *434 (1996) | 5,720 (1996) | 47 (1997)       |

## المسيرة الاحترافية

### نيوجيرسي جنرالز
وعلى الرغم من نجاحاته الجامعية ، إلا أن السؤال طُرح بقوة هل سيكون حجم فلوتي الصغير نسبيا مناسبا للعب في دوري كرة القدم الاحترافي؟  وعندما سُئل على التلفاز: "هل يستطيع لاعب طوله خمسة أقدام وتسع بوصات ووزنه 175 رطلاً أن يتألق في صفوف المحترفين ؟"، أجاب: " نعم، يمكن ذلك. لكن الأمر يتعلق بالمهارة وليس بالحجم. أشعر أنني قادر على اللعب؛ لست متأكدًا، لكن الإجابة الحقيقية ستُكشف في المستقبل .
كان دوغ فلوتي يعدّ خياراً مُغريا لرابطة كرة القدم الأمريكية، والتي كانت في حاجة ماسة إلى نجم لإعادة إحياء الدوري نظرا للوضع المالي الصعب الذي كانت تمر به. و في هذه الأثناء، كان فريق بوفالو بيلز، الذي حصل على الاختيار الأول في مسودة دوري كرة القدم الأميركية لعام 1985 ‏، لا يزال يحتفظ بحقوق اللاعب جيم كيلي ، الذي كان قد رفض الانضمام إليهم سابقا، مفضلا اللعب  إلى دوري "رابطة كرة القدم الأمريكية" ، كما كانت لديهم أيضا مخاوف بشأن طول قامة دوغ فلوتي. وتم اختياره من قبل فريق نيوجيرسي جنرالز التابع لـ دوري "رابطة كرة القدم الأمريكية"  في المسودة المحلية لعام 1985، التي جرت في شهر يناير، قبل أشهر من مسودة الدوري الوطني لكرة القدم الأمريكية لعام 1985. وخاض فلوتي مفاوضات مع فريق نيوجيرسي جنرالز، وتوصّل إلى اتفاق يجعله أعلى اللاعبين أجرا في تاريخ كرة القدم الاحترافية، كما اتفقوا معه على صفقة تجعله لاعب كرة القدم المحترف الأعلى دخلا من بين جميع الرياضيين المبتدئين، بعقد بلغت قيمته سبعة ملايين دولار على مدى خمس سنوات ،  وَوُقِع مع فلوتي رسميا في الرابع من فبراير سنة 1985. و بعد أن وقع بالفعل مع "رابطة كرة القدم الأمريكية"، لم يتم اختيار فلوتي في مسودة "دوري كرة القدم الأميركية" حتى الجولة الحادية عشرة بصفته الاختيار رقم 285 بشكل عام من قبل فريق لوس أنجلوس رامز.
دخل فلوتي إلى دوري كرة القدم الأمريكية للمحترفين وسط ضجة إعلامية كبيرة وتوقعات عالية، ومع ذلك، بدأ العديد يتساءلون عما إذا كان مكتشفو المواهب  الذين قالوا إن فلوتي لا يستطيع المنافسة على المستوى الاحترافي كانوا على حق، و على الرغم من وفرة لاعبي الوسط العظماء في الدوري الوطني لكرة القدم الأمريكية الذين خاضوا مواسم احترافية أولى مخيبة للآمال. في فبراير 1985، خاض فلوتي أول مباراة له في الدوري الأمريكي لكرة القدم ضد فريق أورلاندو رينيغيدز ‏ . لم يكن ظهوره الأول لم يكن ظهوره الأول مبهراً، ، حيث تم اعتراض أول تمريرتين احترافيتين له من قبل لاعب خط الوسط في فريق رينيجيدز جيف غابرييلسن. وجاءت النقطتان الوحيدتان اللتان أحرزهما فريق نيو جيرسي من أخطاء ارتكبها لاعب الوسط في فريق أورلاندو جيري جولستين ‏، وبنهاية المباراة، كان فلوتي قد أتمّ 7 تمريرات ناجحة من أصل 18 محاولة، بمجموع 174 ياردة، كما ركض لمسافة 51 ياردة ، و خلال 15 مباراة لعبها مع فريق جينيرالز عام 1985، أكمل فلوتي 134 تمريرة من أصل 281 لمسافة 2,109 ياردة وسجل 13 نقطة هبوط. وقد تعرض لإصابة في أواخر الموسم، مما دفعه إلى تسليم قيادة الفريق للاعب الوسط الاحتياطي رون ريفز، وأنهى فريق جينيرالز الموسم بسجل 11 فوزا و7 هزائم، محققا المركز الثاني في القسم الشرقي للدوري الأمريكي لكرة القدم.، USFL ، و بعد حل هذا الدوري  في عام 1986، وكان فلوتي والمهاجم شون لانديتا ‏ آخر من استمر في اللعب في الدوري الوطني لكرة القدم الأمريكية من بين لاعبي دوري كرة القدم الأمريكي الذي تم حله.

### شيكاغو بيرز
في 14 أكتوبرسنة 1986، قام فريق لوس أنجلوس تبادل فريق لوس أنجلوس رامز حقوقه في فلوتي مع شيكاغو بيرز مقابل عدة اختيارات في الدرافت. و شارك فلوتي في أربع مباريات مع  شيكاغو بيرز سنة 1986 ، والذي كان بحاجة ماسة لأداء لاعب في مركز رامي التمريرات بعندما أُصيب جيم ماكماهون إصابة أنهت موسمه في مرحلة متأخرة منه. وقد شارك فلوتي أساسيا في مباراة الدور الإقصائي ضد واشنطن، وكانت تلك ثاني مباراة يبدأها كذلك في دوري كرة القدم الأمريكية. وأكمل فلوتي 11 تمريرة من أصل 31 بمجموع 134 ياردة، وفي المقابل، تمكن فريق واشنطن من تسجيل 20 نقطة متتالية دون رد في الشوط الثاني ليعكس تأخره عند نهاية الشوط الأول ، كما أن اعتراض تمريرة فلوتي في الشوط الثالث مهد الطريق لواشنطن لتسجيل لمسة هبوط لاحقة.

### نيو إنجلاند باتريوتس (الفترة الأولى)
قام فريق شيكاغو بعد ذلك، بقبول انتقال  فلوتي إلى نيو إنجلاند باتريوتس في بداية موسم 1987 في الدوري الوطني لكرة القدم الأميركية، وهو الموسم الذي شهد إضرابا من قبل رابطة لاعبي دوري كرة القدم الأميركية ‏، الأمر الذي ترتب عليه إقامة مباريات الدوري باستخدام لاعبين بدلاء. وقد سهام فلوتي في خرق هذا الاضراب بانضمامه إلى صفوف فريقه باتريوتس، شأنه في ذلك شأن العديد من لاعبي الدوري الآخرين الذين عادوا إلى فرقهم، ما أدى إلى انهيار هذا الإضراب سريعا.
بعد أن بدأ فريق الباتريوتس الموسم في 2 أكتوبر 1988، مسجلا هزيمة ب: 1-3، دخل فلوتي بديلا ليقود فريقه إلى الفوز على فريق إنديانابوليس كولتس في فوكسبورو، محرزا هدف الفوز من مسافة 13 ياردة عبر مناورة جانبية في نهاية الربع الرابع. ثم قاد الفريق إلى رقم قياسي بتحقيق سجل ستة انتصارات مقابل ثلاث هزائم (6-3) ، و شملت انتصارات على أرضه أمام كل من سينسيناتي بنغالز وشيكاغو بيرز اللذين توجا بلقب القسم في نهاية المطاف ، غير أنّه، وبعد أن أوصل الفريق إلى مرحلة التأهل للأدوار الإقصائية، قرر المدرب الرئيسي ريموند بيري في الحادي عشر من ديسمبر، إبقاء فلوتي على دكة البدلاء واستبداله بتوني إيسون ، الذي لم يشارك في أي مباراة رسمية منذ أكثر من عام ؛ وبرر المدرب قراره بالحاجة إلى أداء "قوي" أكثر من خط الهجوم ، وهو ما رد عليه فلوتي بالإشارة إلى أن الفريق لم يكن يعتمد أساسا على التمريرات الطويلة. وخسر "نيو إنجلاند" المباراة الأخيرة من الموسم أمام "دنفر برونكوز"، ليفقد فرصته في التأهل إلى التصفيات بسبب قاعدة كسر التعادل.
تم الاستغناء عن فلوتي من قبل فريق الباتريوتس بعد أن بقي  موسم 1989 في دكة البدلاء و لم يشارك أساسيا. ولم يُبدِ أي من فرق الدوري الوطني الأميركي لكرة القدم اهتماما به ، فانتقل بعدها للعب في الدوري الكندي لكرة القدم (CFL). وبعد مغادرته الفريق، لم يحقق الباتريوتس سوى تسعة انتصارات فقط خلال المواسم الثلاثة التالية.

### فريق بي سي ليونز
بدأ دوغ فلوتي مسيرته في الدوري الكندي لكرة القدم (CFL)  في عام 1990، والتي امتدت لمدة ثماني سنوات، وفي ذلك العام، وقع عقدا لمدة عامين مع نادي بي سي ليونز بقيمة 350 ألف دولار في الموسم الواحد. ما جعله في ذلك الوقت أعلى اللاعبين أجرا في الدوري الكندي. عانى فلوتي في موسمه الأول، والذي واجه فيه صعوبات في  التأقلم مع الاجواء الجديدة في الدوري الكندي لكرة القدم ، و كان الموسم الوحيد الذي عانى فيه نتائجا سلبية في مسيرته في هذا الدوري .
و شهد موسم 1991 تحطيم فلوتي للعديد من الأرقام القياسية خلال موسم واحد في دوري كرة القدم الكندية:
- محاولات التمرير (730)
- التمريرات المكتملة (466)
- إجمالي ياردات التمرير (6,619)
- عدد المباريات التي تجاوز فيها 300 ياردة تمرير (14)
- عدد المباريات التي تجاوز فيها 400 ياردة تمرير (7)
- عدد الهبوط الأرضي من قبل لاعب في مركز قاطع التمريرات (14) [26]

في 12 أكتوبر ضد إدمونتون، رمى فلوتي الكرة لمسافة 582 ياردة، وهي ثاني أعلى مسافة تمرير في مباراة بالموسم العادي في ذلك الوقت . كما حقق أكبر عدد من الانتصارات و هو يلعب في مركز هجوم أساسي في ذلك العام (11 انتصارا). و اعترافا بإنجازاته، فاز بجائزة أفضل لاعب ‏ للمرة الأولى. ووصل فريق بي سي ليونز إلى التصفيات، لأول مرة منذ عام 1988، لكنه خسر في نهاية المطاف أمام فريق كالجاري ستامبيدرز، بطل القسم الغربي، في نصف نهائي القسم الغربي.

### كالجاري ستامبيدرز
في عام 1992 ، حصل دوغ فلوتي على عقد قيمته مليون دولار من فريق قاد فلوتي فريق كالجاري ستامبيدرز . لتحقيق أفضل سجل في الدوري بمجموع 13 انتصارا في الموسم العادي، ونال بجائزة أفضل لاعب في الدوري للمرة الثانية في مسيرته ، كما فاز بكأس جراي ‏ في مباراة كأس جراي، أتم فلوتي 33 تمريرة ناجحة من أصل 49، محققًا 480 ياردة تمرير. وتُعد هذه الإحصائيات الثلاث من بين الأعلى على الإطلاق في تاريخ مباريات كأس جراي الفردية. ونظراً لأدائه الاستثنائي، حاز على لقب أفضل لاعب في بطولة كأس جراي.

### تورونتو أرغونوتس
انضم فلوتي إلى فريق تورنتو أرغونوتس خلال موسم 1996 ‏ ،حيث حقق الفريق أفضل سجل في الدوري بـ 15 انتصاراً مقابل 3 هزائم. وقد نال جائزة أفضل لاعب متميز للمرة الخامسة في مسيرته الكروية ، وقاد الفريق بصفته لاعب مركز الهجوم إلى الفوز بلقب كأس الغراي  في سنو بول ‏ التي أقيمت في هاميلتون، أنتاريو . وحصل على جائزة أفضل لاعب في بطولة كأس الغراي للمرة الثانية في مسيرته.
يعزو فلوتي الفضل في تطوره كلاعب مركز هجوم إلى الفترة التي قضاها في دوري كرة القدم الكندية. وقد صرّح بشكل خاص بأنه استلهم أسلوب لعبه من زميله في الدوري، قاطع الكرة في الدوري الكندي لكرة القدم دامون ألين .
عند اختتام مسيرته في الدوري الكندي لكرة القدم الأمريكية، كان فلوتي قد حقق أرقاماً قياسية متعددة في تاريخ دوري كرة القدم الكندي:
- ستة مواسم تجاوز فيها مجموع تمريراته 5000 ياردة
- أربعة مواسم متتالية  تجاوز فيها حاجز 5,000  ياردة
- حقق  فلوتي مسافة للتمرير قدرت ب 6000 ياردة في الموسم الواحد مرتين خلال مسيرته ، وهو رقم قياسي في كرة القدم الاحترافية عموما
- بلغت عدد المباريات التي تجاوز فيها 300 ياردة في التمريرات   74 مباراة
- سجل  29 مباراة تجاوز فيها 400  ياردة في التمريرات   طوال مسيرته
- حصل على جائزة أفضل لاعب في الدوري في ست مناسبات.

### بوفالو بيلز و العودة الى الدوري الأمريكي لكرة القدم
أقنع مدير شؤون اللاعبين المحترفين في فريق بافالو بيلز آنذاك إيه جيه سميث، إدارة النادي بأن فلوتي سيكون إضافة قيمة للفريق ،وبناء على ذلك  وقّع فريق بيلز معه في فترة ما قبل موسم 1998.  وحاول الفريق في البداية جعل تود كولينزهو لاعب الوسط الأساسي، إلا أن المحاولة باءت بالفشل، وكان فلوتي واحدا من اثنين من لاعبي الوسط الذين انضموا إلى الفريق في ذلك الصيف، إلى جانب روب جونسون الذي كان يفترض أن يكون الأساسي في تشكيلة الفريق .
في أول ظهور له مع الفريق، دخل فلوتي بديلا لجونسون المصاب، ونجح في تسجيل هدفين أثناء قيادته لفريقه في العودة خلال الربع الرابع من المباراة ضد إنديانابوليس كولتس  في 11 أكتوبر 1998. في الأسبوع التالي، خاض فلوتي أول انطلاقة أساسية له في الدوري الأمريكي لكرة القدم منذ 15 أكتوبر 1989، ضد فريق جاكسونفيل جاغوارز الذي كان لم يُهزم آنذاك بعد، ويعد الفاصل الزمني الذي استمر تسع سنوات بين بدايات فلوتي في دوري كرة القدم الأمريكية  و عودته  ثالث أطول فترة في تاريخ الدوري، بعد  تومي مادوكس (من 12 ديسمبر 1992 إلى 6 أكتوبر 2002) وتود كولينز، اللاعب الذي حل محله فلوتي (من 14 ديسمبر 1997 إلى 16 ديسمبر 2007). كان فلوتي بطل انتصار فريق بيلز إذ سجل تمريرة الهبوط الحاسمة ضد جاغوارز عن طريق التفاف جانبي في لعبة مخادعة  ودخوله منطقة الهبوط في لعبة المحاولة الرابعة في الثواني الأخيرة.
واستمر نجاح الفريق بقيادة فلوتي، حيث سجل لاعبا أساسيا في ذلك الموسم 8 انتصارات مقابل 3 هزائم.
وقد تم اختيار فلوتي للمشاركة في بطولة  برو بول   سنة 1998، وهو حتى الآن أقصر لاعب وسط يصل إلى هذه المباراة منذ عام 1970.

### إحصائيات كأس كراي

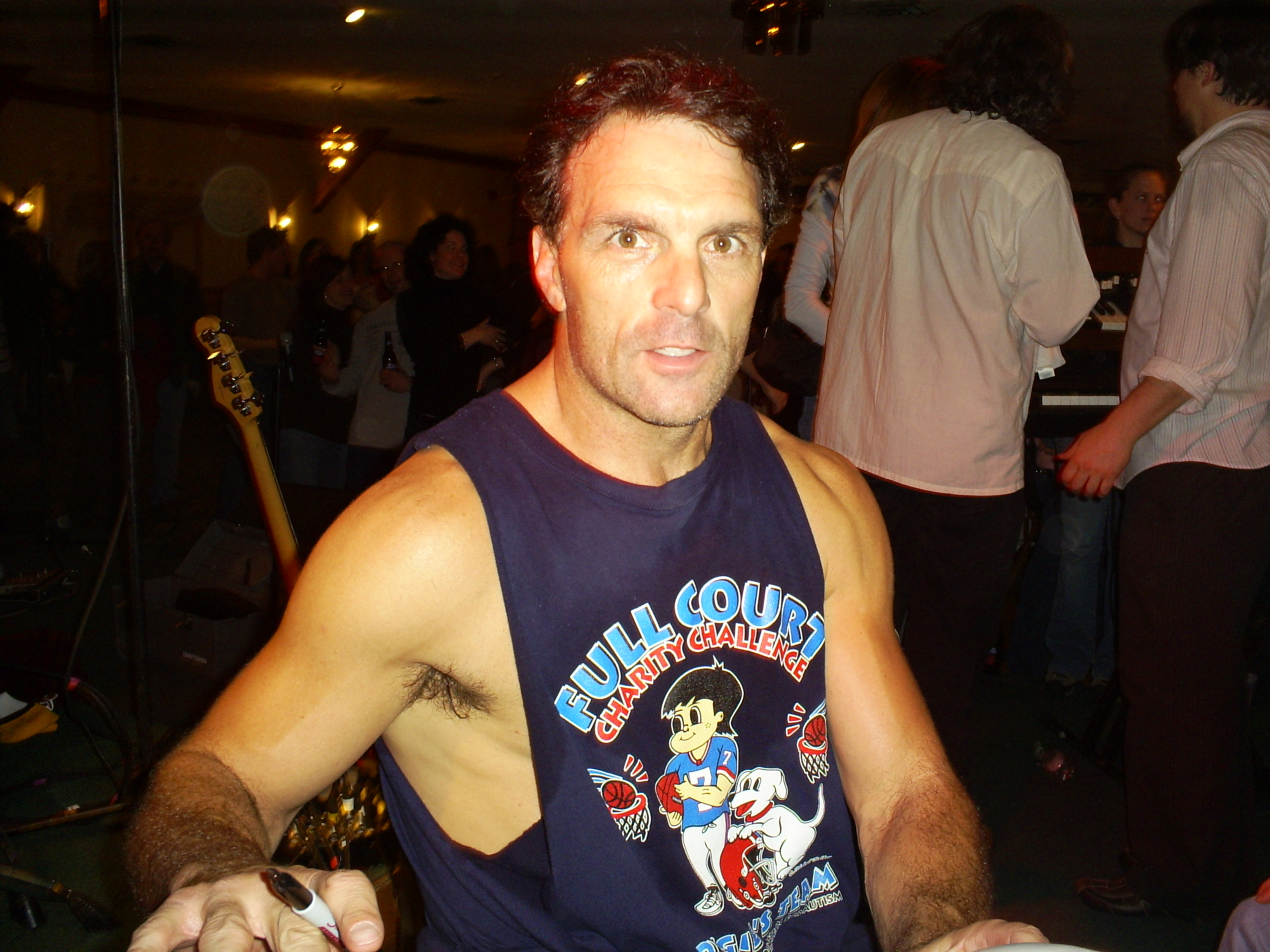
فلوتي خلال حفل فرقة فولتي برادرز باند في عام 2009.

## الإحصاءات الإحترافية

### إحصائيات اتحاد كرة القدم الأمريكية
| سنة             | فريق             | المباريات | المباريات | التمريرات | التمريرات | التمريرات      | التمريرات | التمريرات | التمريرات    | التمريرات | التمريرات | الهجمات    | الهجمات     | الهجمات | الهجمات   |
| سنة             | فريق             | لعب       | بدء       | استكمال   | محاولات   | النسبة المئوية | ياردة     | متوسط     | تمريرة حاسمة | اعتراض    | تصنيف     | محاولة ركض | ياردة أرضية | متوسط   | هبوط أرضي |
| --------------- | ---------------- | --------- | --------- | --------- | --------- | -------------- | --------- | --------- | ------------ | --------- | --------- | ---------- | ----------- | ------- | --------- |
| 1985            | جنرالات نيوجيرسي | 15        | 15        | 134       | 281       | 47.6           | 2,109     | 7.5       | 13           | 14        | 67.8      | 65         | 465         | 7.2     | 6         |
| مسيرته الرياضية | مسيرته الرياضية  | 15        | 15        | 134       | 281       | 47.6           | 2,109     | 7.5       | 13           | 14        | 67.8      | 65         | 465         | 7.2     | 6         |

### إحصائيات الموسم العادي لدوري كرة القدم الكندي
* شارك فلوتي في 10 مباريات فقط من أصل 11 مباراة شارك فيها خلال موسم 1995.

## إرثه
- يحمل الرقم القياسي في كرة القدم الاحترافية بـ 6619 ياردة تمريرية في موسم واحد.
- يحمل الرقم القياسي في الدوري الكندي لكرة القدم لأكبر عدد من التمريرات في موسم واحد بـ 48 تمريرة سنة 1994.
- تم اختياره أفضل لاعب في الدوري الكندي لكرة القدم ست مرات (1991-1994 و1996-1997) وهو رقم قياسي.
- يظل اللاعب الوحيد في تاريخ كرة القدم الاحترافية الذي تجاوز 6000 ياردة أو أكثر في موسم واحد مرتين في مسيرته.
- في عام 2006، تم اختياره أعظم لاعب في دوري كرة القدم الكندي على الإطلاق من قائمة أفضل 50 لاعبًا في الدوري التي أجرتها ذا سبورتس نيتورك.[29] وفي عام 2007، تم ترشيحه لقاعة المشاهير الرياضية في كندا، وهو أول شخص غير كندي يتم اختياره.[30]
- هو أكبر لاعب في دوري كرة القدم الأمريكية يسجل هدفين في مباراة واحدة.
- هو اللاعب الأكبر سنا الذي يفوز بجائزة أفضل لاعب هجومي في الأسبوع من اتحاد كرة القدم الأميركي.
- تمكن فلوتي من إنجاز أكبر عدد من ياردات الجري (212) لأي لاعب يزيد عمره عن 40 عامًا.
- جاء دوغ فلوتي في المركز 31 بناء على أدائه في دوري كرة القدم الأمريكية بالإضافة إلى هيمنته الكاملة على دوري كرة القدم الكندي لسنوات في تصنيف مؤرخ كرة القدم براد أوريملاند لأفضل لاعبي الوسط في التاريخ.[31][32]
- صنف المحلل الرياضي نيل باين دوج فلوتي في المرتبة الرابعة، على الرغم من أنه ذكر أن هذا قد يكون راجعًا بالكامل إلى مسيرة دوج فلوتي المميزة بشكل فريد في تصنيف عام 2013 لأفضل لاعبي الوسط بناء على الأداء المرتبط بالعمر.[33]
- قال جون مادن " كان فلوتي في أوج عطائه أفضل رامي تمريرات في جيله، شبرا بشبر".[32]
- قائمة لاعبي الوسط في دوري كرة القدم الأمريكية الذين حصلوا على تقييم مثالي في التمرير
- قائمة إحصائيات تمرير لاعبي الوسط في كرة القدم الأمريكية
- قائمة لاعبي الوسط في دوري الدرجة الأولى في الذين حققوا 10000 ياردة على الأقل من التمريرات في مسيرتهم المهنية
- قائمة أفضل لاعبي كرة القدم الجامعية في الرابطة الوطنية لرياضة الجامعات سنويا
- قائمة قادة الهجوم الإجمالي السنوي لكرة القدم الجامعية الكبرى في

## قراءة إضافية
- Flutie، Doug؛ Lefko، Perry (1999)، Flutie، Sports Publishing inc، ISBN:1-58382-021-3، مؤرشف من الأصل في 2023-10-02
- Doeden، Matt (2008)، Doug Flutie، Twenty-First Century Books، ISBN:9780822571629

## روابط خارجية
- DougFlutieعلى تويتر.